# Calliandra brenesii
Calliandra brenesii är en ärtväxtart som beskrevs av Paul Carpenter Standley. Calliandra brenesii ingår i släktet Calliandra och familjen ärtväxter. Inga underarter finns listade i Catalogue of Life.